# Libor Charfreitag
Libor Charfreitag (* 11. September 1977 in Trnava, ČSR) ist ein ehemaliger slowakischer Hammerwerfer. Er wurde 2010 Europameister und gewann 2007 eine Bronzemedaille bei Weltmeisterschaften und hält zudem den slowakischen Rekord in dieser Disziplin.

## Sportliche Laufbahn
Erste internationale Erfahrungen sammelte Libor Charfreitag im Jahr 1996 bei den Juniorenweltmeisterschaften in Sydney, bei denen er mit einer Weite von 61,52 m in der Qualifikation ausschied. Nach Beginn seines Studiums an der Southern Methodist University in Dallas nahm er 1999 erstmals an der Sommer-Universiade in Palma de Mallorca teil und belegte dort mit 75,18 m den achten Platz, ehe er bei den U23-Europameisterschaften in Göteborg mit 72,82 m Rang fünf erreichte. Er nahm auch an den Weltmeisterschaften in Sevilla teil, gelangte dort mit 70,20 m aber nicht bis in das Finale. Im Jahr darauf qualifizierte er sich für die Teilnahme an den Olympischen Spielen in Sydney, bei denen er mit einem Wurf auf 72,52 m aber nicht das Finale erreichte.
2001 schied er bei den Weltmeisterschaften in Edmonton mit 72,59 m ein weiteres Mal in der Qualifikation aus und belegte anschließend bei den Studentenweltspielen in Peking mit 69,49 m Rang zehn. 2002 nahm er erstmals an den Europameisterschaften in München teil und gelangte dort auf Anhieb bis in das Finale, in dem er mit einer Weite von 79,20 m den siebten Platz belegte. Im Jahr darauf stellte er am 29. Juni in Prag mit 81,81 m einen neuen slowakischen Rekord auf und qualifizierte sich damit für die Weltmeisterschaften in Saint-Denis nahe Paris teil, kam dort mit 76,52 m erneut nicht über die Qualifikation hinaus. Daraufhin wurde er beim World Athletics Final in Szombathely mit 81,22 m Zweiter hinter dem Ungarn Adrián Annus. 2004 belegte er bei den Olympischen Spielen in Athen mit einem Wurf auf 77,54 m im Finale den sechsten Platz und wurde daraufhin beim World Athletics Final in Szombathely mit 76,99 m Vierter.
Bei den Leichtathletik-Weltmeisterschaften 2005 in Helsinki belegte er mit einer Weite von 76,05 m den achten Platz und erreichte anschließend beim World Athletics Final in Szombathely mit 76,59 m Rang fünf. Im Jahr darauf nahm er ein weiteres Mal an den Europameisterschaften in Göteborg teil, scheiterte dort aber eher überraschend mit 74,13 m in der Vorrunde. 2007 schaffte er es bei den Weltmeisterschaften in Osaka erstmals auf das Podest bei einem großen internationalen Wettbewerb: Mit einer Weite von 81,60 m gewann er die Bronzemedaille hinter dem Weißrussen Iwan Zichan und Primož Kozmus aus Slowenien, nachdem er mit seinem sechsten Wurf die Weite des Vizeweltmeisters 2005, Wadsim Dsewjatouski, knapp übertreffen konnte. Anschließend belegte er beim World Athletics Final in Stuttgart mit 75,89 m den fünften Platz. Im Jahr darauf gelangte er bei den Olympischen Spielen in Peking bis in das Finale und belegte dort mit einem Wurf auf 78,65 m den achten Platz.
2009 erreichte er bei den Weltmeisterschaften in Berlin mit 72,63 m im Finale Rang zehn und im Jahr darauf feierte er bei den Europameisterschaften in Barcelona seinen größten Erfolg, als er mit 80,02 m den einzigen Wurf über 80 Meter zeigte und damit die Goldmedaille gewann. Damit war er der erste Leichtathlet, der einen Freilufteuropameistertitel für die Slowakei gewinnen konnte. Anschließend siegte er auch beim Continental-Cup in Split mit einem Wurf auf 79,69 m. 2011 nahm er ein weiteres Mal an den Weltmeisterschaften im südkoreanischen Daegu teil und schied dort mit 72,20 m in der Qualifikation aus, wie auch bei den Europameisterschaften 2012 in Helsinki mit 69,65 m. In den folgenden Jahren verpasste er die Teilnahme an größeren Meisterschaften, ehe er sich 2016 erneut für die Europameisterschaften in Amsterdam qualifizierte, bei denen er aber ohne einen gültigen Versuch in der Qualifikation ausschied. Am 29. August 2017 bestritt er bei den Slowakischen Klub-Meisterschaften in seiner Heimatstadt Trnava mit 61,82 m seinen letzten Wettkampf und beendete somit nach 21 Jahren seine aktive sportliche Karriere.
In den Jahren 1998 und 1999 sowie von 2002 bis 2011 wurde Charfreitag jedes Jahr slowakischer Meister im Hammerwurf. Er studierte an der texanischen Southern Methodist University, wo er heute als Assistenztrainer wirkt. Während seiner Studienzeit sicherte er sich 1998 und 2000 den NCCA-Collegemeistertitel. Neben dem Hammerwurf war er auch im Gewichtweitwurf aktiv und hält in dieser Disziplin mit 25,68 m, aufgestellt am 5. März 2005 in Sterling, die europäische Hallenbestleistung.

## Auszeichnungen
- Leichtathlet des Jahres: 2003, 2004